# Atak na Entebbe
Atak na Entebbe (ang. Raid on Entebbe) – amerykański film akcji z 1977 roku w reż. Irvina Kershnera oparty na autentycznych wydarzeniach jakie miały miejsce w lipcu 1976, znanych jako „operacja Entebbe”.

## Fabuła
Czerwiec 1976 roku. Samolot linii Air France lecący z Tel Awiwu do Paryża zostaje porwany przez grupę niemieckich i palestyńskich terrorystów. Porywacze lądują w Ugandzie, gdzie schronienia udziela im lokalny watażka Idi Amin. W zamian za uwolnienie blisko stu izraelskich pasażerów żądają oni zwolnienia z więzień izraelskich około 40 działaczy palestyńskiego LFWP. Premier Izraela, pomimo nacisków opinii publicznej i części członków gabinetu, żądających negocjacji i spełnienia żądań porywaczy, decyduje się na akcję zbrojną. Grupa komandosów pod dowództwem gen. Shomrona otrzymuje zadanie uwolnienia zakładników. Po śmiałym lotniczym rajdzie na lotnisko w Entebbe, odległym o prawie 4000 km od Izraela, żydowscy komandosi uwalniają zakładników, zabijając wszystkich terrorystów. Po powrocie do kraju witani są jak bohaterowie, lecz podczas akcji ginie od kuli snajpera jeden z ich dowódców – Jonatan Netanjahu.

## Obsada aktorska
- Peter Finch – Icchak Rabin
- Charles Bronson – gen. Dan Szomron
- Yaphet Kotto – Idi Amin
- Martin Balsam – Daniel Cooper
- Horst Buchholz – Wilfried Böse
- John Saxon – gen. Elad Peled
- Jack Warden – gen. Mordechaj Gur
- Sylvia Sidney – Dora Bloch
- Robert Loggia – gen. Jigal Allon
- Tige Andrews – Szimon Peres
- Eddie Constantine – kpt. Michel Bacos
- David Opatoshu – Menachem Begin
- Allan Arbus – Eli Melnick
- Stephen Macht – ppłk Jonatan Netanjahu
- James Woods – kpt. Sammy Berg
- Harvey Lembeck – pan Harvey
- Dinah Manoff – Rachel Sager
- Kim Richards – Alice

i inni.